# Le Wast
Ne doit pas être confondu avec Le Vast.
Le Wast est une commune française située dans le département du Pas-de-Calais en région Hauts-de-France.
La commune fait partie de la communauté de communes de Desvres - Samer qui regroupe 31 communes et compte 23 221 habitants en 2021.
Avec une superficie de 0,93 km2, c'est la plus petite commune du parc naturel régional des Caps et Marais d'Opale et la deuxième du département (derrière La Loge).

## Géographie

### Localisation
Localisée dans l’ouest du département du Pas-de-Calais, dans le Boulonnais, Le Wast est une commune drainée par le Wimereux et située, à vol d'oiseau, à 9 km au nord de la commune de Desvres et à 13 km à l'est de la commune de Boulogne-sur-Mer (aire d'attraction et chef-lieu d'arrondissement).
Le territoire de la commune est limitrophe de ceux de trois communes.
Les communes limitrophes sont Colembert, Alincthun et Bellebrune.

### Géologie et relief
La commune se situe au sein de la boutonnière du Boulonnais.
La superficie de la commune est de 0,96 km2 et l'altitude varie de 42 mètres, en aval du Wimereux, à 70 mètres au nord, sur les flancs d'un petit mont du boulonnais (76 mètres, au nord-ouest de la commune). Une autre colline, située au sud-ouest, cache le village des vues depuis la RN 42.

### Hydrographie
Le territoire de la commune est situé dans le bassin Artois-Picardie.
La commune est traversée, d'est en ouest, par le Wimereux, cours d'eau naturel non navigable de 22,1 km, qui prend sa source dans la commune de Colembert et se jette dans la Manche à Wimereux.

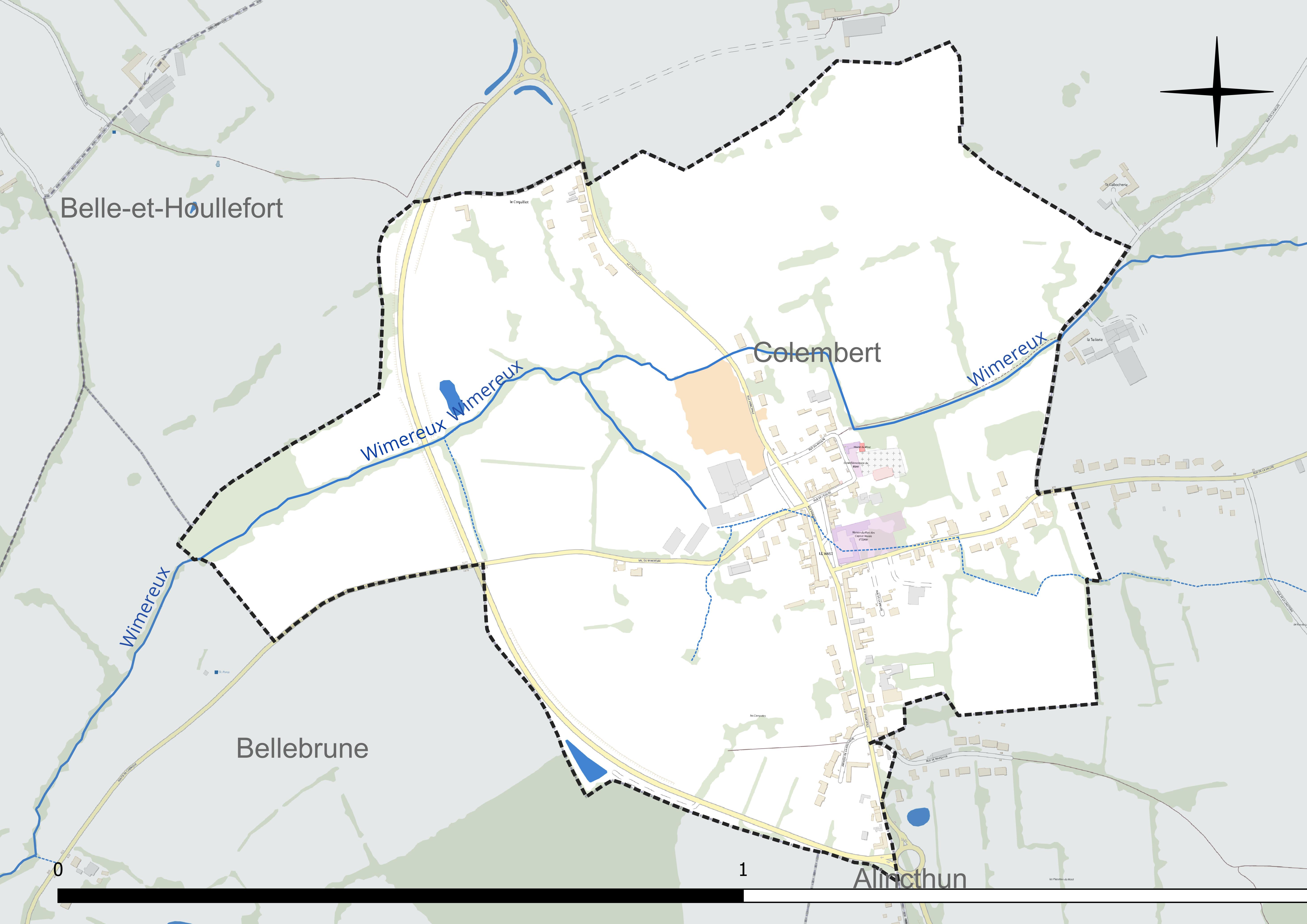
Réseau hydrographique du Wast.

### Climat
Pour des articles plus généraux, voir Climat des Hauts-de-France et Climat du Pas-de-Calais.
En 2010, le climat de la commune est de type climat océanique franc, selon une étude du CNRS s'appuyant sur une série de données couvrant la période 1971-2000. En 2020, Météo-France publie une typologie des climats de la France métropolitaine dans laquelle la commune est exposée à un climat océanique et est dans la région climatique Côtes de la Manche orientale, caractérisée par un faible ensoleillement (1 550 h/an) ; forte humidité de l’air (plus de 20 h/jour avec humidité relative > 80 % en hiver), vents forts fréquents.
Pour la période 1971-2000, la température annuelle moyenne est de 10,3 °C, avec une amplitude thermique annuelle de 12,8 °C. Le cumul annuel moyen de précipitations est de 912 mm, avec 12,9 jours de précipitations en janvier et 8,2 jours en juillet. Pour la période 1991-2020, la température moyenne annuelle observée sur la station météorologique la plus proche, située sur la commune de Licques à 10 km à vol d'oiseau, est de 10,5 °C et le cumul annuel moyen de précipitations est de 1 138,1 mm,. Pour l'avenir, les paramètres climatiques de la commune estimés pour 2050 selon différents scénarios d'émission de gaz à effet de serre sont consultables sur un site dédié publié par Météo-France en novembre 2022.

### Paysages
Pour un article plus général, voir Paysage en France.
La commune s'inscrit dans le « paysage boulonnais » tel que défini dans l’atlas de paysages de la région Nord-Pas-de-Calais, conçu par la direction régionale de l'Environnement, de l'Aménagement et du Logement (DREAL),.
Ce paysage qui concerne 66 communes, se délimite : au Nord, par les paysages des coteaux calaisiens et du Pays de Licques, à l’Est, par le paysage du Haut pays d’Artois, et au Sud, par les paysages Montreuillois.
Le « paysage boulonnais », constitué d'une boutonnière bordée d’une cuesta définissant un pays d’enclosure, est essentiellement un paysage bocager composé de 47 % de son sol en herbe ou en forêt et de 31 % en herbage, avec, dans le sud et l’est, trois grandes forêts, celle de Boulogne, d’Hardelot et de Desvres et, au nord, le bassin de carrière avec l'extraction de la pierre de Marquise depuis le Moyen Âge et de la pierre marbrière dont l'extraction s'est développée au XIXe siècle.
La boutonnière est formée de trois ensembles écopaysagers : le plateau calcaire d’Artois qui forme le haut Boulonnais, la boutonnière qui forme la cuvette du bas Boulonnais et la cuesta formée d’escarpements calcaires.
Dans ce paysage, on distingue trois entités : 
- les vastes champs ouverts du Haut Boulonnais ;
- le bocage humide dans le Bas Boulonnais ;
- la couronne de la cuesta avec son dénivelé important et son caractère boisé[12].

### Milieux naturels et biodiversité

#### Espace protégé et géré
La protection réglementaire est le mode d’intervention le plus fort pour préserver des espaces naturels remarquables et leur biodiversité associée.
Dans ce cadre, la commune fait partie d'un espace protégé : le parc naturel régional des Caps et Marais d'Opale, d’une superficie de 132 499 hectares réparties sur 154 communes, géré par le syndicat mixte d'aménagement et de gestion du parc naturel régional des Caps et Marais d'Opale.

#### Zones naturelles d'intérêt écologique, faunistique et floristique
L’inventaire des zones naturelles d'intérêt écologique, faunistique et floristique (ZNIEFF) a pour objectif de réaliser une couverture des zones les plus intéressantes sur le plan écologique, essentiellement dans la perspective d’améliorer la connaissance du patrimoine naturel national et de fournir aux différents décideurs un outil d’aide à la prise en compte de l’environnement dans l’aménagement du territoire.
Le territoire communal comprend une ZNIEFF de type 1 :
le réservoir biologique du Wimereux. À l’instar de la Liane, le Wimereux est un bassin côtier qui présente un intérêt majeur pour les migrateurs amphihalins..
et une ZNIEFF de type 2 :
le complexe bocager du Bas-Boulonnais et de la Liane. Le complexe bocager du bas-Boulonnais et de la Liane s’étend entre Saint-Martin-Boulogne et Saint-Léonard à l’ouest et Quesques et Lottinghen à l’est. Il correspond à la cuvette herbagère du bas-Boulonnais.

Carte des ZNIEFF de type 1 et 2 sur la commune
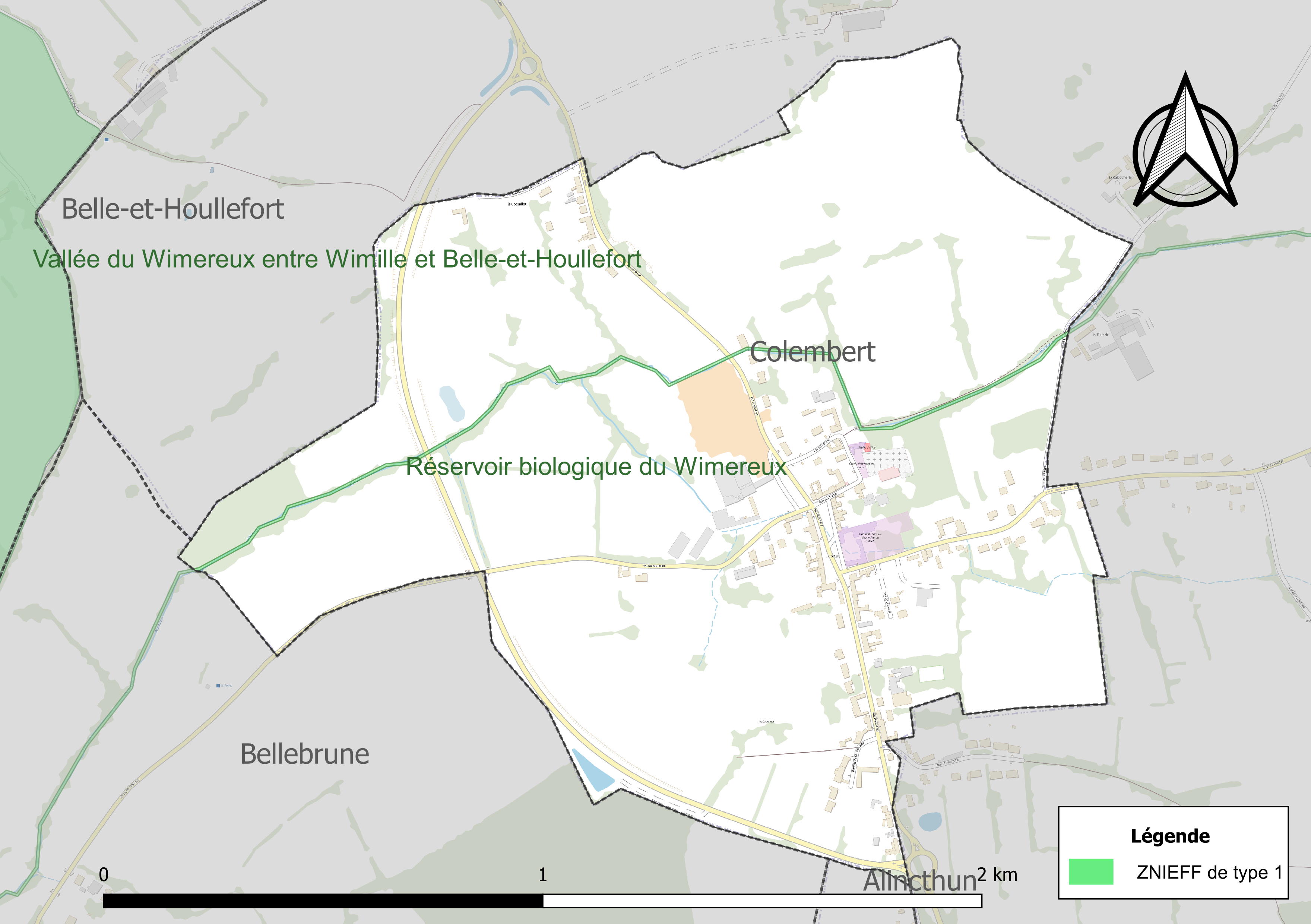
Carte de la ZNIEFF de type 1 sur la commune.
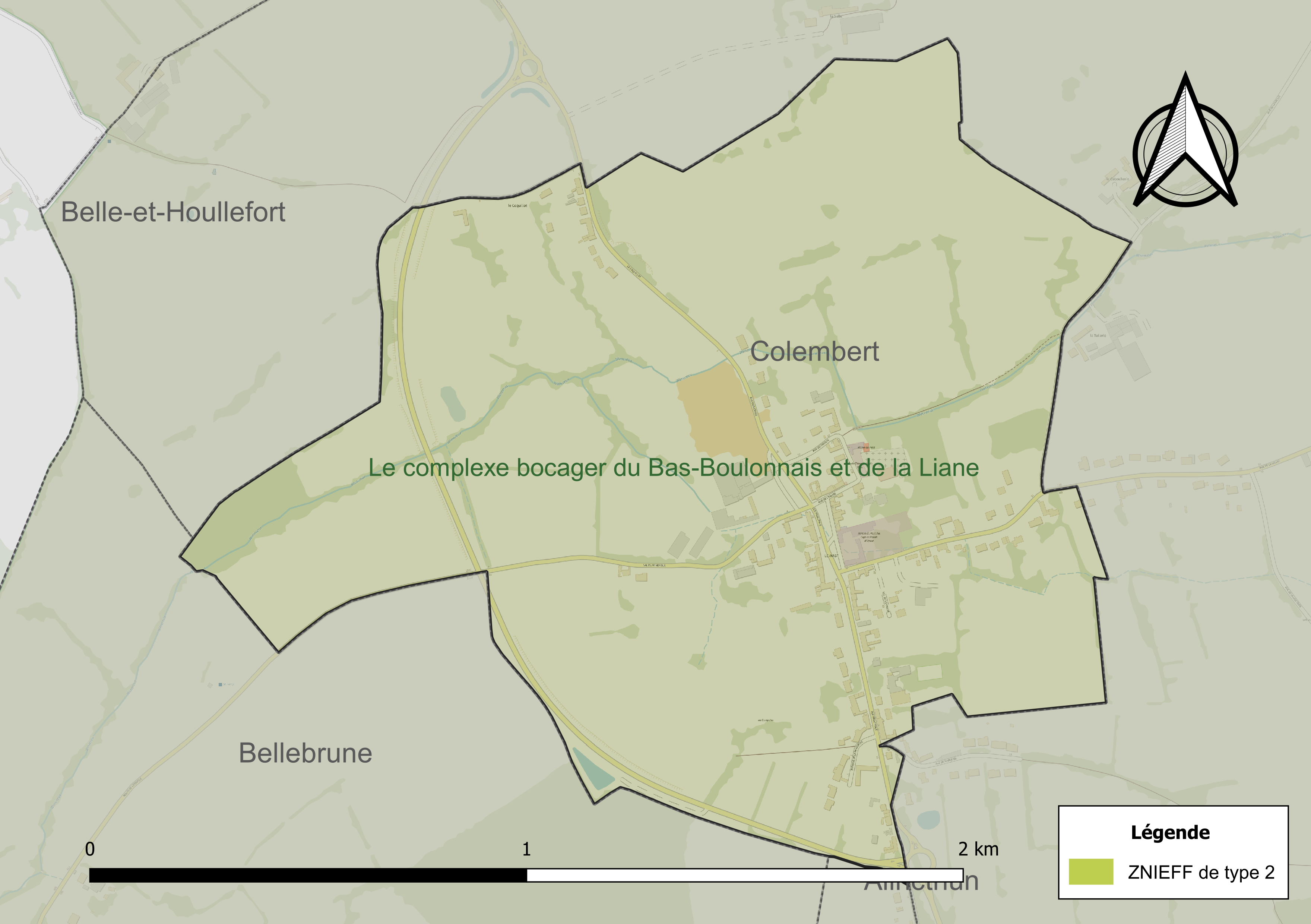
Carte de la ZNIEFF de type 2 sur la commune.

## Urbanisme

### Typologie
Au 1er janvier 2024, Le Wast est catégorisée commune rurale à habitat dispersé, selon la nouvelle grille communale de densité à sept niveaux définie par l'Insee en 2022.
Elle est située hors unité urbaine. Par ailleurs la commune fait partie de l'aire d'attraction de Boulogne-sur-Mer, dont elle est une commune de la couronne,. Cette aire, qui regroupe 80 communes, est catégorisée dans les aires de 50 000 à moins de 200 000 habitants,.

### Occupation des sols
L'occupation des sols de la commune, telle qu'elle ressort de la base de données européenne d’occupation biophysique des sols Corine Land Cover (CLC), est marquée par l'importance des territoires agricoles (83,5 % en 2018), en diminution par rapport à 1990 (100 %). La répartition détaillée en 2018 est la suivante : 
prairies (47,2 %), terres arables (27,5 %), zones urbanisées (16,5 %), zones agricoles hétérogènes (8,8 %). L'évolution de l’occupation des sols de la commune et de ses infrastructures peut être observée sur les différentes représentations cartographiques du territoire : la carte de Cassini (XVIIIe siècle), la carte d'état-major (1820-1866) et les cartes ou photos aériennes de l'IGN pour la période actuelle (1950 à aujourd'hui).

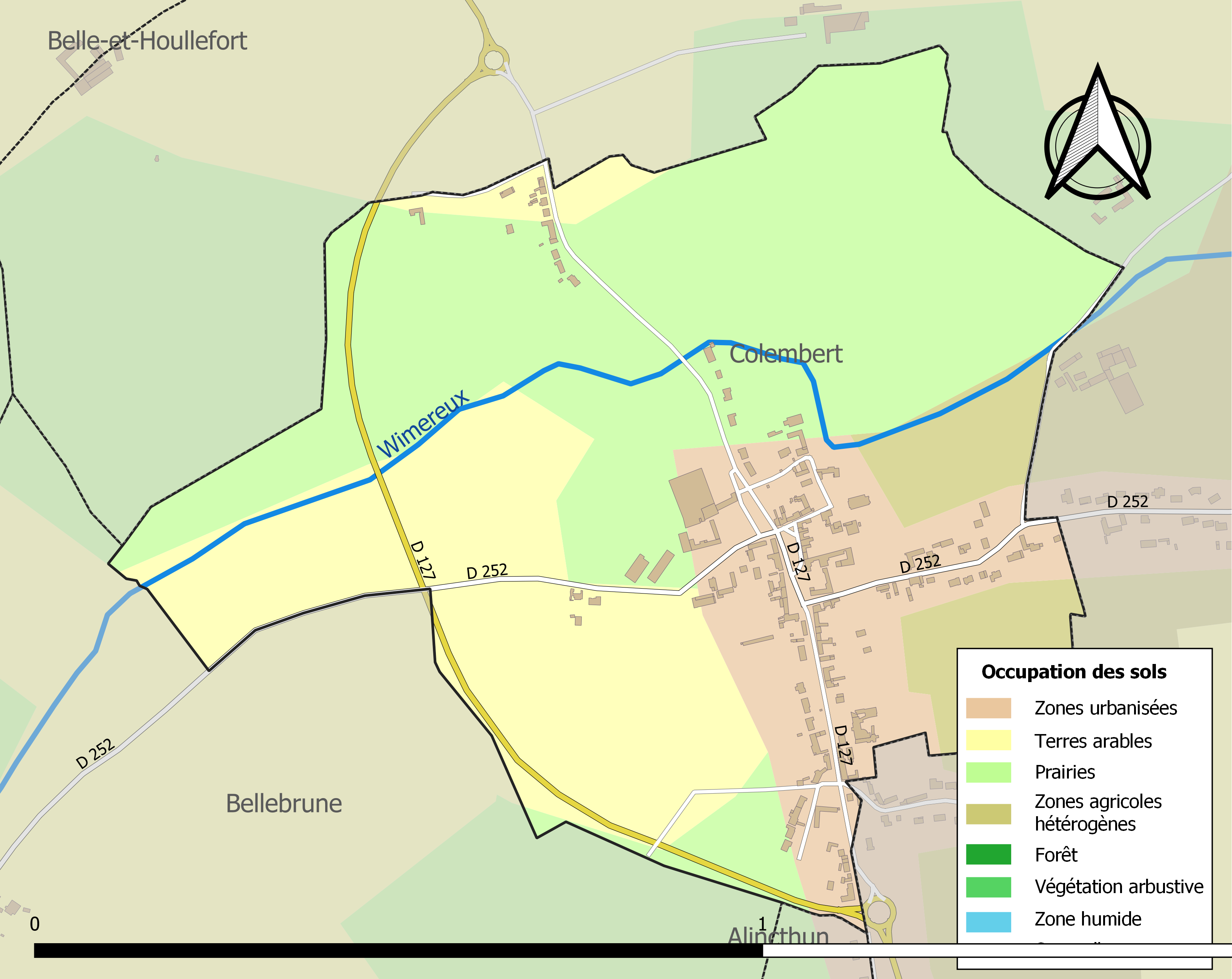
Carte des infrastructures et de l'occupation des sols de la commune en 2018 (CLC).

### Lieux-dits, hameaux et écarts
Outre le bourg du Wast proprement dit, le territoire se compose d'autres villages ou hameaux, ainsi que de lieux-dits : les Compotes et le Coquillot.

### Voies de communication et transport
Le Wast est desservie par la N 42 qui relie Saint-Omer (à 32 km) à Boulogne-sur-Mer (à 14 km). Le village est traversé par les départementales 127 (qui relie Guînes au nord et Desvres au sud) et 252 (vers la commune voisine de Colembert). La commune se situe à environ une demi-heure de la gare TGV de Calais-Fréthun, et à une quinzaine de minutes de l'autoroute A16 (allant de Dunkerque au nord à Rouen au sud). L'autoroute A26 (ou autoroute des Anglais) est à environ 20 minutes.

### Risques naturels et technologiques
Des inondations ont lieu ponctuellement en cas de forte pluie, comme le 15 décembre 2011, le matin de la tempête Joachim. Ce jour-là, l'échangeur du Wast de la RN 42 est marqué par des ruissellements importants créant un gué ; des ruissellements sont aussi observés dans le village.

## Toponymie
Le nom de la localité est attesté sous les formes Wachonevillare au VIIIe siècle ; Vuachimvillare et Wachunvillers en 954 ; Wachunvillare en 962 ; Wastum en 1107 ; Wast et Guastum au XIIe siècle ; Watinensis ecclesia en 1252 ; Le Wast en 1285 ; Wastonvillare, Wascuvillare et Wastunvillare au XIIIe siècle ; Wasconvillare au XIVe siècle ; Wascum vers 1512 ; Le Vuat en 1596 ; Wasconvillaris, modo le Wast au XVIIe siècle ; Le Wast en 1793 ; Saint-Wast puis Le Wast depuis 1801.
La localité s'appelait jadis *Wachonviller comme l'indiquent les formes anciennes, Le wast étant un lieu-dit de cet endroit se référant à la nature du sol. Le Wast est issu de l'ancien picard wast, littéralement « terre gâtée » → « terre inculte, déserte ou infertile ». Ce mot est issu du gallo-roman WĀSTU, croisement entre le latin vāstus (> vaste, dévaster) et le germanique wōstī « vide, désolé, gâté » qui a également donné l'ancien français gast « terre inculte, déserte ou infertile », d'où gaster > gâter (l'anglais waste est issu de l'ancien normand identique au mot picard).
Homonymie avec Le Vast (Manche, Wastum vers 1180), Le Gast (Calvados), etc.
La commune s'appelle L'wast en picard.

## Histoire
Le Wast était située sur la voie romaine reliant Boulogne-sur-Mer à Cassel, via Le Wast, Alembon, Licques, Clerques, Tournehem-sur-la-Hem, Watten.
Vers 1090, Ide de Boulogne fonde, avec l'aide d'Hugues de Cluny, le prieuré Saint-Michel du Wast. Le 20 avril 1113, une semaine après sa mort à l'abbaye de la Capelle aux Attaques, Ide est inhumée dans le prieuré, conformément à ses dernières volontés.
En 1669, par manque d'entretien du sanctuaire où repose sainte Ide, ses restes sont transférés à Boulogne-sur-Mer puis remis aux Bénédictines de l'adoration perpétuelle du Très-Saint-Sacrement de Paris ; seule une côte restera au Wast.

## Politique et administration

### Découpage territorial
La commune se trouve dans l'arrondissement de Boulogne-sur-Mer du département du Pas-de-Calais.

#### Commune et intercommunalités
La commune est membre de la communauté de communes de Desvres - Samer.

#### Circonscriptions administratives
La commune est rattachée au canton de Desvres.

#### Circonscriptions électorales
Pour l'élection des députés, la commune fait partie de la sixième circonscription du Pas-de-Calais.

### Élections municipales et communautaires

#### Liste des maires
| Période                                  | Période                   | Identité                                                      | Étiquette | Qualité               |
| ---------------------------------------- | ------------------------- | ------------------------------------------------------------- | --------- | --------------------- |
| Les données manquantes sont à compléter. |                           |                                                               |           |                       |
| mai 1945                                 | ?                         | Gabriel Miellot                                               |           |                       |
| ?                                        | mars 1977                 | Jean Calonne                                                  |           | Directeur commercial  |
| mars 1977                                | juin 1990                 | Fernand Demolliens                                            |           | Horticulteur          |
| Les données manquantes sont à compléter. |                           |                                                               |           |                       |
| juin 1995                                | mai 2020                  | Serge Feutry                                                  | DVD       | Restaurateur retraité |
| mai 2020                                 | En cours (au 8 mars 2021) | Philippe Demolliens Fils de Fernand Demolliens (ancien maire) |           | Commercial            |

## Population et société

### Démographie

#### Évolution démographique
L'évolution du nombre d'habitants est connue à travers les recensements de la population effectués dans la commune depuis 1793. Pour les communes de moins de 10 000 habitants, une enquête de recensement portant sur toute la population est réalisée tous les cinq ans, les populations de référence des années intermédiaires étant quant à elles estimées par interpolation ou extrapolation. Pour la commune, le premier recensement exhaustif entrant dans le cadre du nouveau dispositif a été réalisé en 2008.

En 2022, la commune comptait 203 habitants, en évolution de −2,4 % par rapport à 2016 (Pas-de-Calais : −0,72 %, France hors Mayotte : +2,11 %).
| 1793 | 1800 | 1806 | 1821 | 1831 | 1836 | 1841 | 1846 | 1851 |
| ---- | ---- | ---- | ---- | ---- | ---- | ---- | ---- | ---- |
| 151  | 152  | 177  | 171  | 211  | 194  | 208  | 204  | 231  |

| 1856 | 1861 | 1866 | 1872 | 1876 | 1881 | 1886 | 1891 | 1896 |
| ---- | ---- | ---- | ---- | ---- | ---- | ---- | ---- | ---- |
| 224  | 227  | 239  | 227  | 229  | 229  | 232  | 207  | 217  |

| 1901 | 1906 | 1911 | 1921 | 1926 | 1931 | 1936 | 1946 | 1954 |
| ---- | ---- | ---- | ---- | ---- | ---- | ---- | ---- | ---- |
| 233  | 220  | 209  | 210  | 187  | 185  | 185  | 192  | 191  |

| 1962 | 1968 | 1975 | 1982 | 1990 | 1999 | 2006 | 2008 | 2013 |
| ---- | ---- | ---- | ---- | ---- | ---- | ---- | ---- | ---- |
| 216  | 200  | 195  | 171  | 185  | 180  | 194  | 198  | 203  |

| 2018 | 2022 | - | - | - | - | - | - | - |
| ---- | ---- | - | - | - | - | - | - | - |
| 204  | 203  | - | - | - | - | - | - | - |

#### Pyramide des âges
En 2018, le taux de personnes d'un âge inférieur à 30 ans s'élève à 34,8 %, soit en dessous de la moyenne départementale (36,7 %). De même, le taux de personnes d'âge supérieur à 60 ans est de 22,6 % la même année, alors qu'il est de 24,9 % au niveau départemental.
En 2018, la commune comptait 97 hommes pour 107 femmes, soit un taux de 52,45 % de femmes, légèrement supérieur au taux départemental (51,50 %).
Les pyramides des âges de la commune et du département s'établissent comme suit.
| Hommes | Classe d’âge | Femmes |
| ------ | ------------ | ------ |
| 1,0    | 90 ou +      | 0,9    |
| 3,1    | 75-89 ans    | 7,5    |
| 17,5   | 60-74 ans    | 15,0   |
| 19,6   | 45-59 ans    | 18,7   |
| 21,6   | 30-44 ans    | 25,2   |
| 12,4   | 15-29 ans    | 13,1   |
| 24,7   | 0-14 ans     | 19,6   |

| Hommes | Classe d’âge | Femmes |
| ------ | ------------ | ------ |
| 0,5    | 90 ou +      | 1,6    |
| 5,6    | 75-89 ans    | 8,9    |
| 16,7   | 60-74 ans    | 18,1   |
| 20,2   | 45-59 ans    | 19,2   |
| 18,9   | 30-44 ans    | 18,1   |
| 18,2   | 15-29 ans    | 16,2   |
| 19,9   | 0-14 ans     | 17,9   |

## Économie
Une trentaine d'employés de l'équipe du parc naturel régional travaillent dans le manoir du Huisbois. Une entreprise de matériaux écologiques est également implantée sur la commune. La commune, très rurale, présente également une activité agricole.

## Culture locale et patrimoine

### Lieux et monuments
- L'église Saint-Michel : son portail est classé à l'inventaire des monuments historiques par arrêté du 15 novembre 1913[35]. Datant de 1103, on y retrouve la pierre de Marquise. La dépouille de sainte Ide, mère de Godefroy de Bouillon, y reposa jusqu'au XIVe siècle avant d'être déplacée dans un sanctuaire à l'emplacement de l'actuelle chapelle Sainte-Ide.

Un panneau, à proximité de l'église, informe les visiteurs. Voici le texte qu'il contient : 

« L'église de Le Wast

Un portail d'inspiration arabe ?
L'église Saint-Michel possède un portail roman à triple voussure festonnée d'inspiration byzantine ou arabe.

Selon Camille Enlart, historien boulonnais, cette porte serait inspirée de celle de Bab-el-Foutouh au Caire, bâtie à la même époque par la dynastie fatimide !

Aucune preuve historique n'étaye cette thèse mais cette ressemblance qui n'est sans doute pas le fruit du hasard, rappelle les nombreux échanges existants aux Xe et XIe siècles entre l'occident chrétien, l'empire byzantin et le monde arabe qui s'étendait des Indes à l'Espagne. »

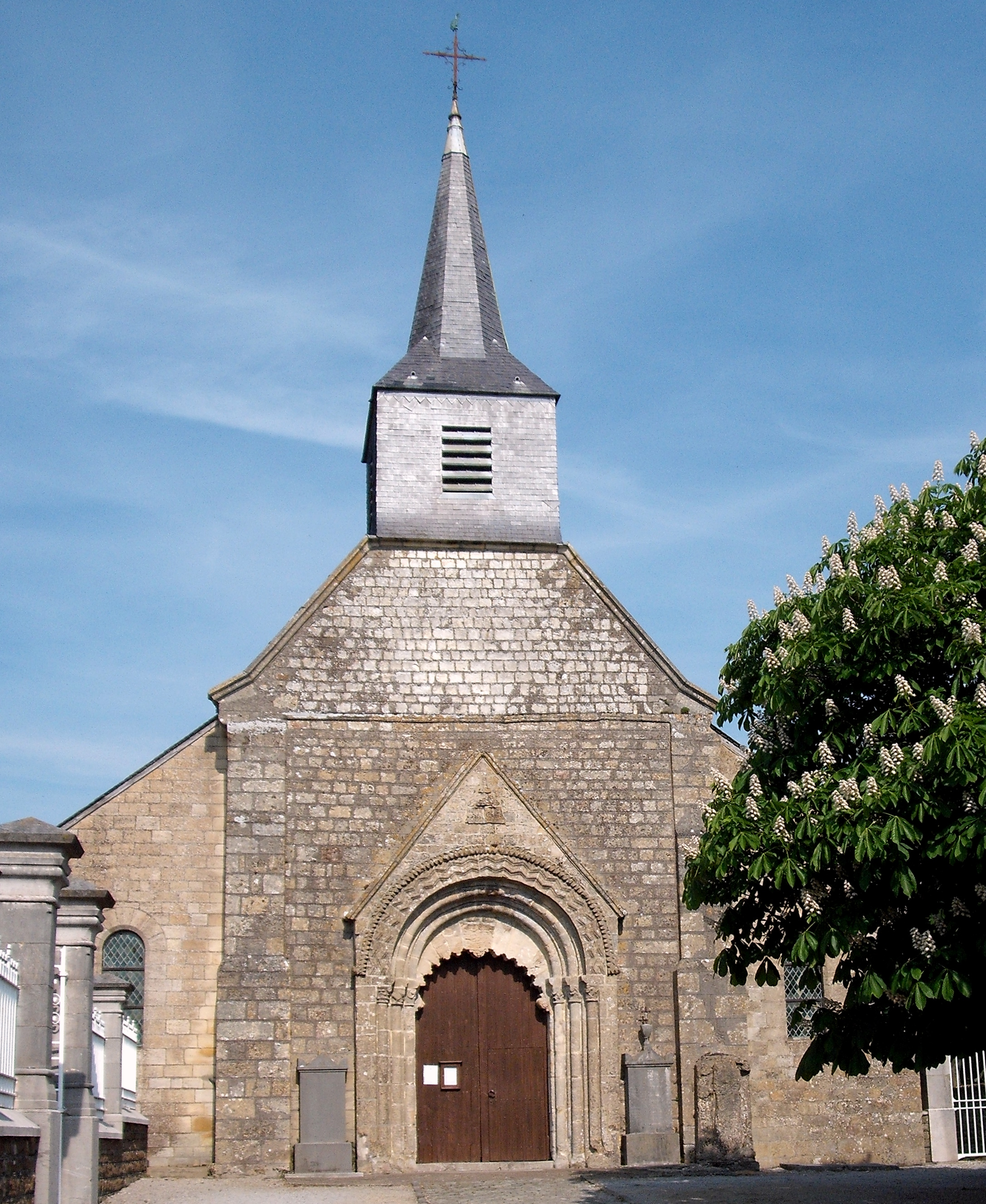
L'église.
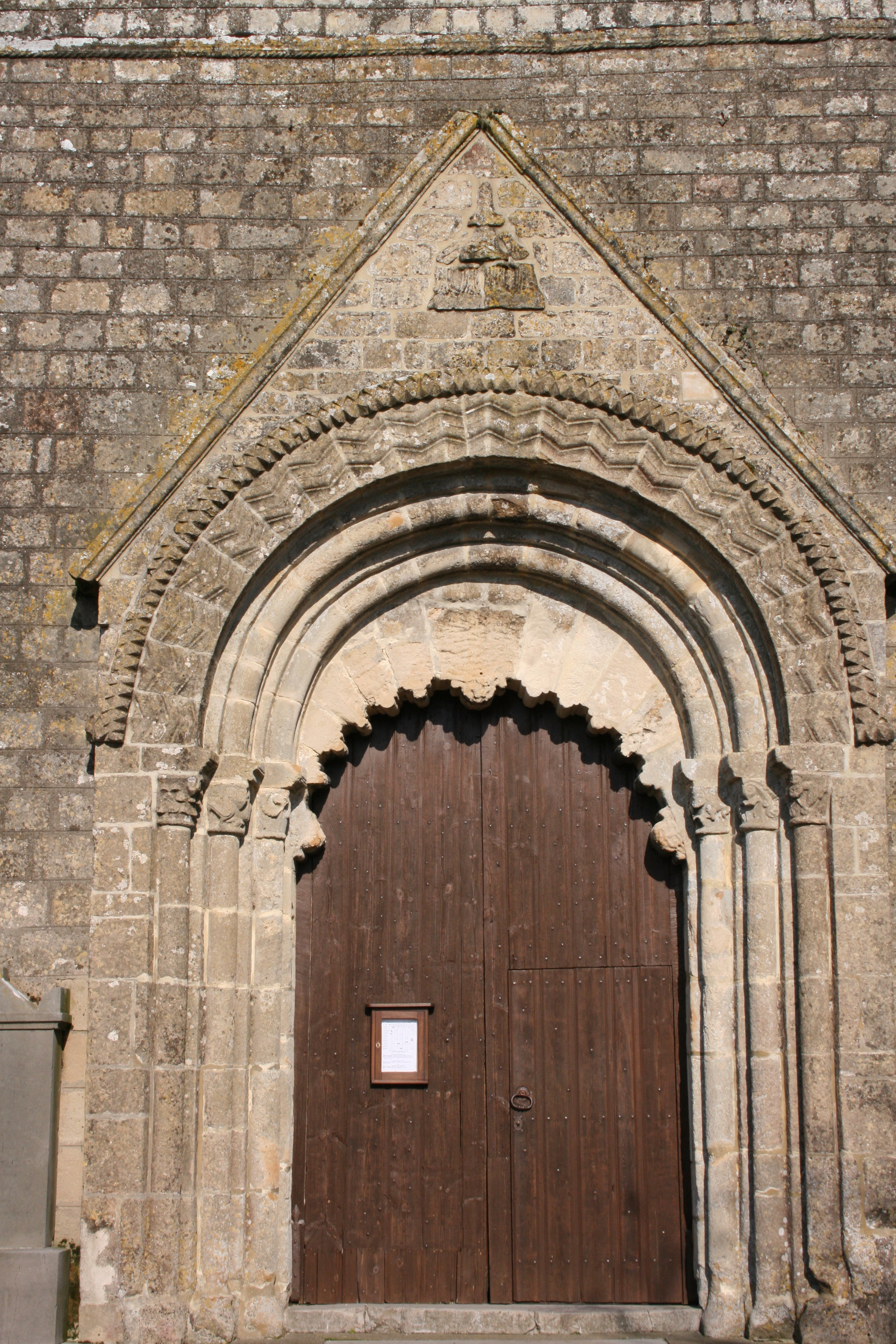
Le portail.
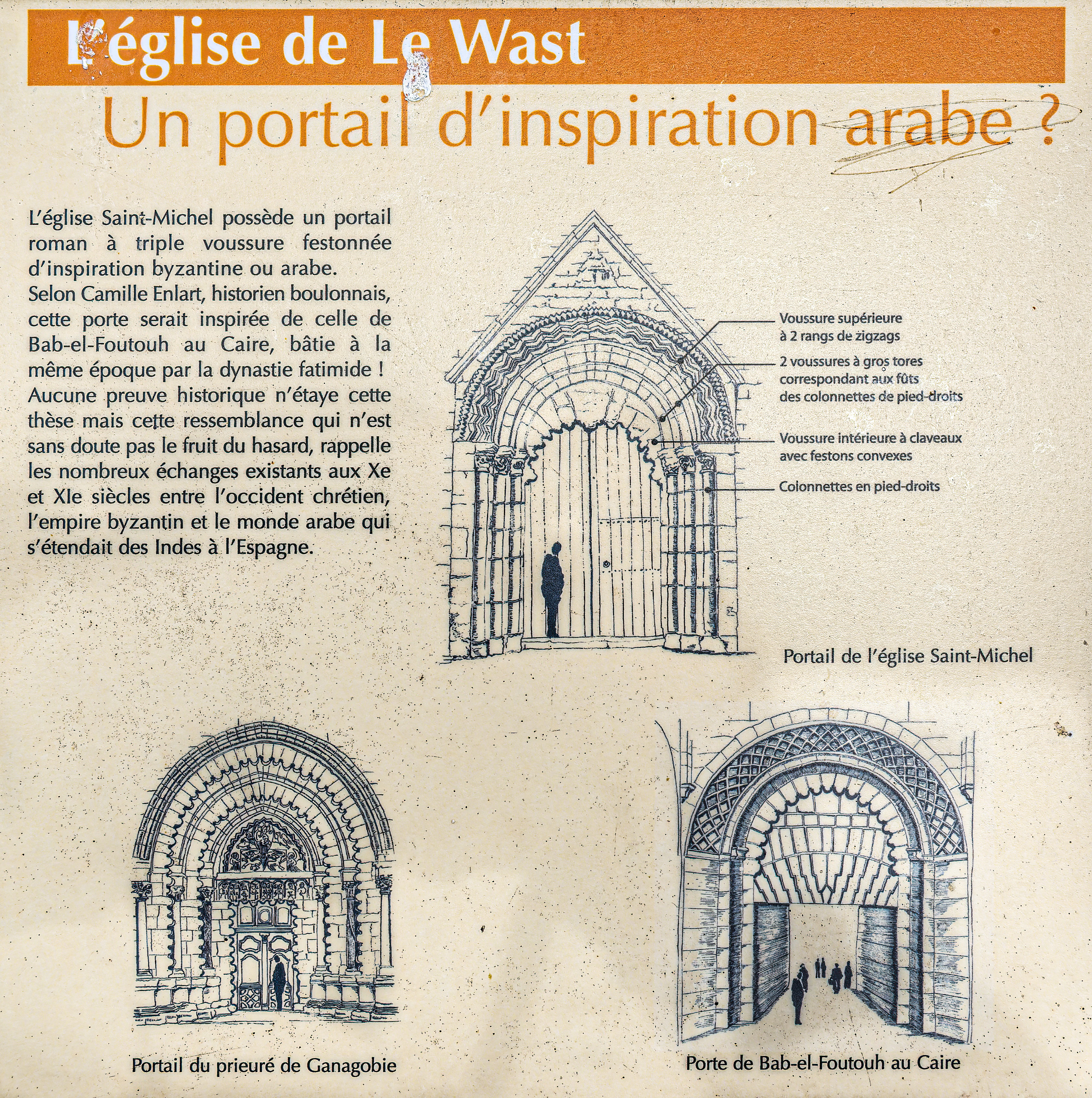
Panneau d'information.

- La chapelle Sainte-Ide, construite vers 1860 à l'emplacement de l'ancien tombeau de sainte Ide, détruit au début du XIXe siècle[27].

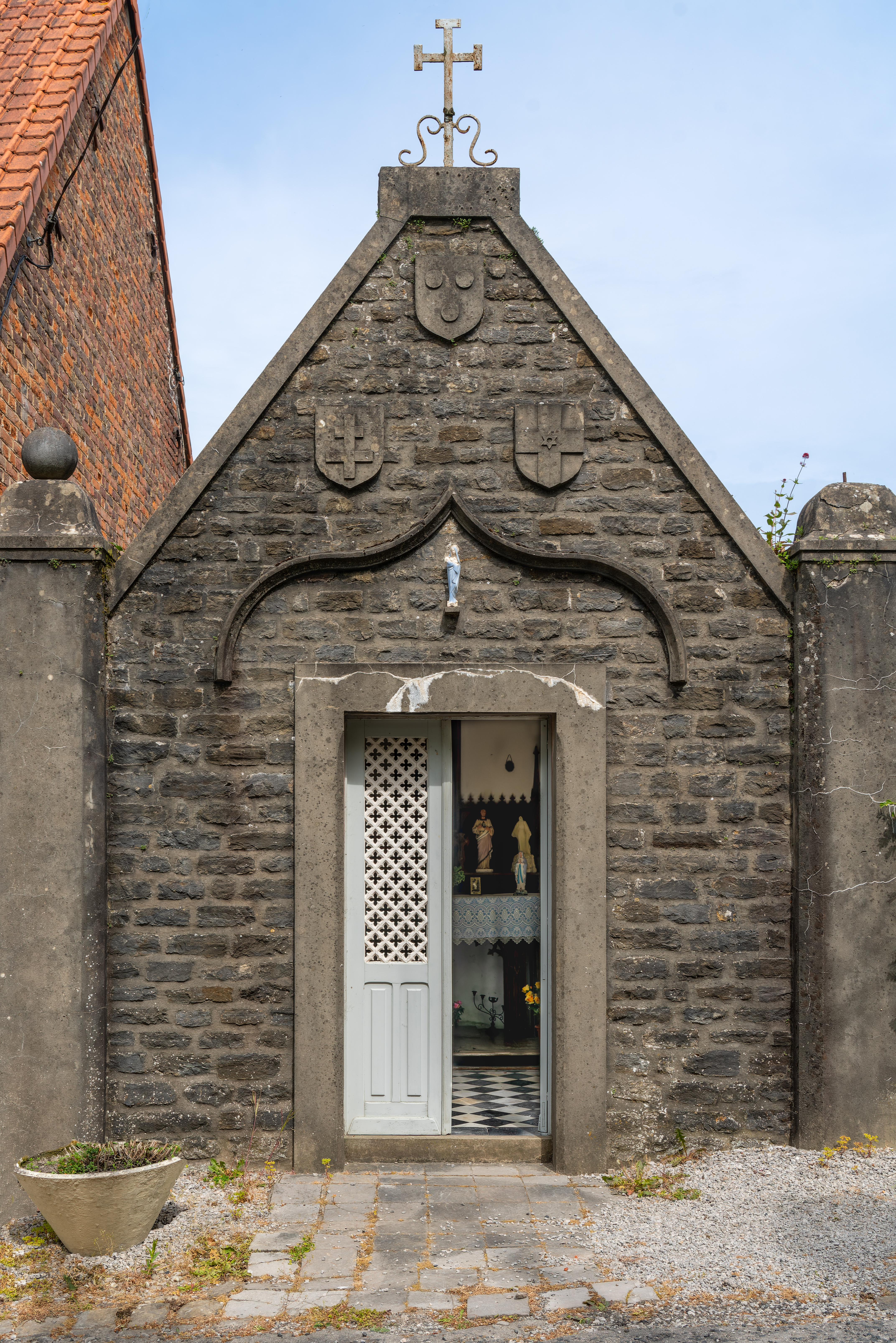

- Le manoir du Huisbois[36], construit en 1755, comme l'atteste la date sur la façade du manoir est une des maisons du parc naturel régional des Caps et Marais d'Opale (bureaux, parc, salle de réunion) depuis 1982. À partir de 1901, il fut la propriété d'Ernest Hamy, qui la revendra plus tard à la famille Dutertre. Durant la Seconde Guerre mondiale, il fut occupé par les Allemands.

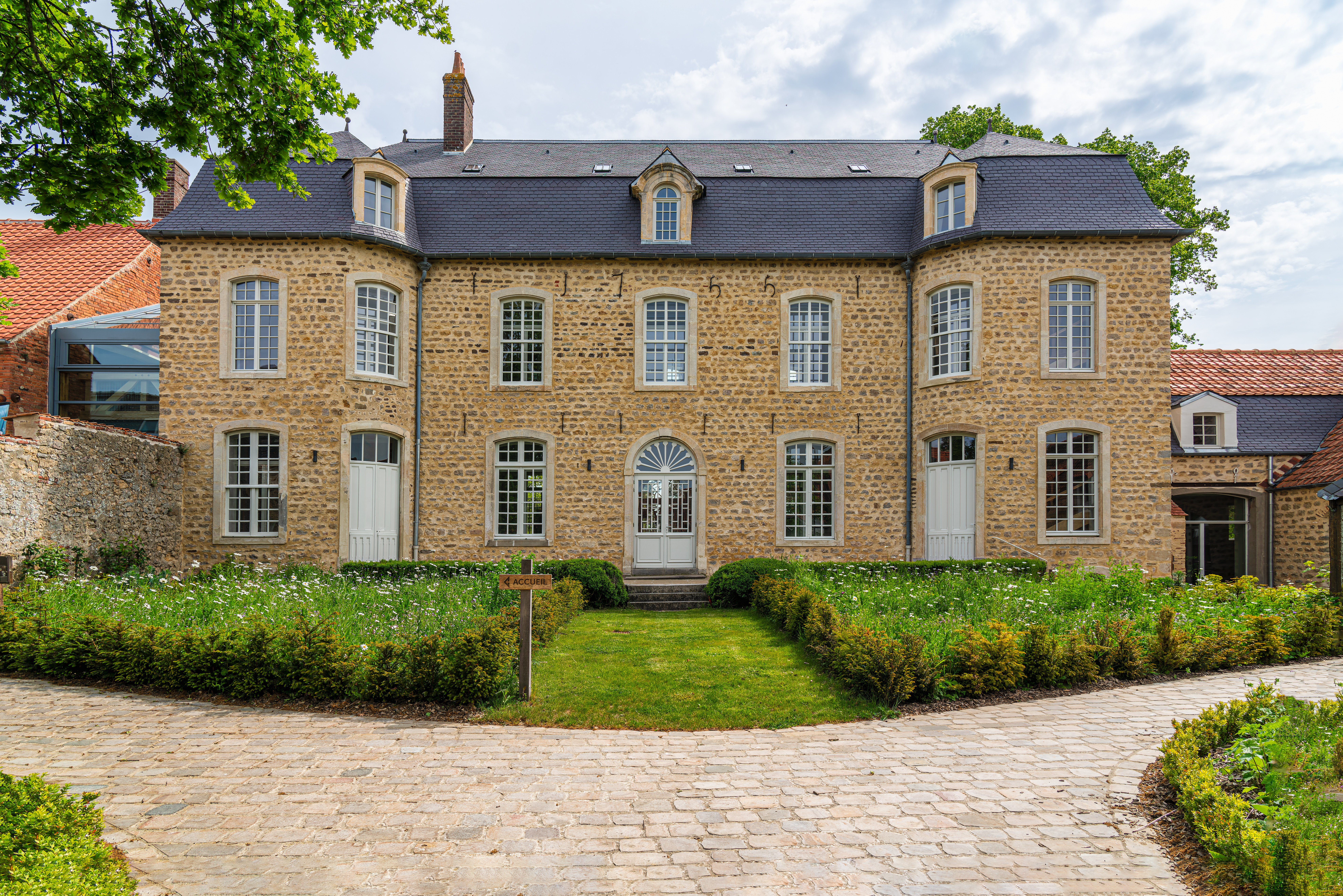

- Le marronnier de la place, planté en 1910 et labellisé « arbre remarquable de France » en 2010[37].
- Le monument aux morts, situé dans le cimetière adjacent à l'église et à la mairie.

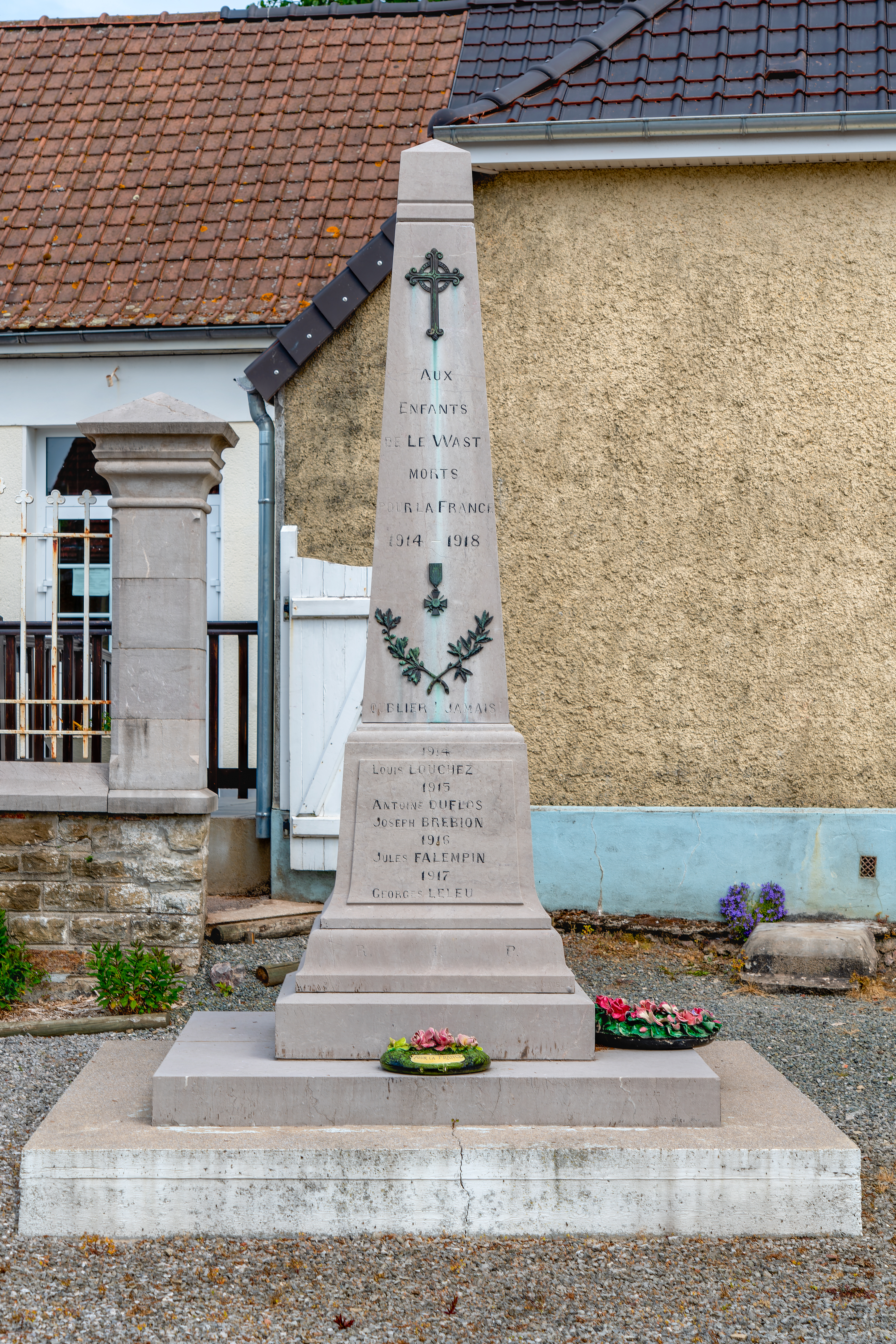

### Personnalités liées à la commune
- Ide de Boulogne (v. 1040-1113), comtesse de Boulogne, bienheureuse et mère de Godefroy de Bouillon, elle est la fondatrice du prieuré Saint-Michel du Wast, où elle est inhumée après sa mort.
- Daniel Haigneré (1824-1893), ecclésiastique et historien spécialiste du Pas-de-Calais, curé du Wast de 1890 jusqu'à sa mort, est inhumé dans le cimetière du village.

### Héraldique
| Blason de Le Wast | Blason  | D'argent à la croix de sable chargée en cœur d'une molette d'or. |
| Blason de Le Wast | Détails | Armes du prieuré Saint-Michel du Wast, encore visibles aujourd'hui sur le fronton de la chapelle Sainte-Ide. Les sources donnent deux blasons l'un avec une molette et l'autre une molette de cinq rais. Le statut officiel du blason reste à déterminer. |

## Pour approfondir